# スポリア・オピーマ

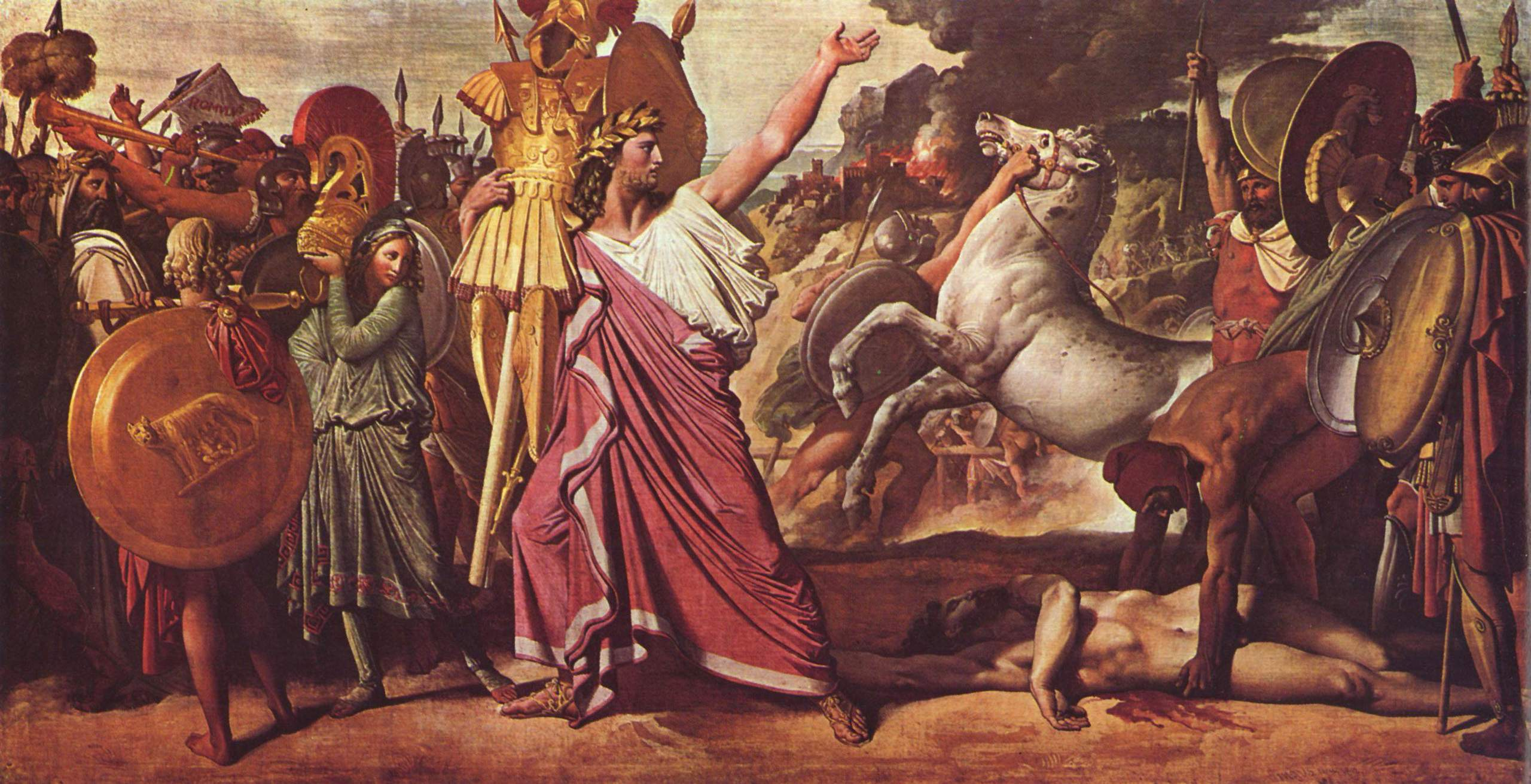
カエニナ王の鎧を神に捧げるロームルス（ドミニク・アングル）

スポリア・オピーマ（ラテン語: spolia opima）は、古代ローマの軍人が受けた最高にして最も神聖な栄誉・勲章。他部族の王もしくは最高指揮官を一騎討ちで倒したローマの軍人（正式には最高指揮官）に認定され、相手の将軍からはぎとった鎧そのものを勲章とし、主神ユーピテル、特にカピトリヌスの丘に祀られるユーピテル・フェレトリウス（Jupiter Feretrius）という神格に奉献された。
公式にこの栄誉を顕彰された軍人は、伝説を含めてもわずか3人で、実在が確実な人物は紀元前3世紀の「ローマの剣」マルクス・クラウディウス・マルケッルスただ一人である。公的には認知されていないものの、紀元前1世紀のマルクス・リキニウス・クラッスス（同名の大政治家の孫）も同様の功績を残している。

## 語源
スポリアは戦利品を意味するが、付属するオピーマという語の正確な意味は当のローマ人にも不確かだったらしく、ウァロによる「貴重な（opes）戦利品」という説が最も有力であるが、歴史家プルタルコスは「武勲（opus）による戦利品」のほうが妥当だとしている。
ユーピテル・フェレトリウスという神格についても異説があり、プルタルコスは、敵を雷電で「打ち破る」（ラテン語：ferire）神としてのユーピテルを称えたのだという説と、スポリア・オピーマが「戦車」（古代ギリシア語：pheretron）で運ばれることに言及したのだという説を挙げている。

## 歴史

### ロームルス
最初にスポリア・オピーマを得たとされるのは、紀元前8世紀の伝説的初代ローマ王ロームルスで、カエニナ王アクロンを一騎討ちで倒した。
ローマ人の男性比率が多いことに悩んだロームルスは、サビニ人から大量の女性を誘拐してローマ人たちの妻とした（サビニの女たちの略奪）。これにはサビニ人だけではなく、周辺の諸部族も激怒し、特にカエニナ人の王アクロンは自ら大軍を率いてローマ軍と対峙したが、戦場で顔を合わせた両王は、集団戦ではなく一騎討ちで戦争の決着をつけることに合意した。
ロームルスは戦闘直前に、主神ユーピテルに対し戦いで勝利した暁には相手の鎧を奉献することを誓約、そして激しい戦いの末アクロンを打ち破り、カエニナをローマに併合させることに成功した。ロームルスは誓約通り、アクロンの鎧をカピトリヌスの丘の聖なる樫の木（別伝では駐屯地にあった樫の木）に結びつけて勲章とし、これをスポリア・オピーマと呼んで、以降、子々孫々までローマ人が敵の将軍または王を破り戦利品を得た際には、ユーピテルに捧げることを宣言した。さらに、カピトリヌスの丘にローマ最初の神殿として、ユーピテル・フェレトリウスを祀る神殿を建立した。

### アウルス・コルネリウス・コッスス
二度目にスポリア・オピーマを得たのは、紀元前5世紀の伝説的軍人・政治家アウルス・コルネリウス・コッススで、ウェイイ王ラルス・トルムニウス（en:Lars Tolumnius）を一騎討ちで倒した。
紀元前5世紀後半、ローマの植民市であったフィデナエが離反して、エトルリア人の強大な都市国家ウェイイの王ラルス・トルムニウスの下につき、ウェイイ・フィデナエ・ファレリイ（ウェイイの同盟市）連合軍とローマの間で戦いが起こった。ウェイイとフィデナエの軍人の多くは長期戦を望んでいたが、トルムニウス王は、長期戦では国が戦場から遠いファレリイ人が離脱する可能性を恐れて、短期戦で決着を付けることを決め、自ら騎兵隊の先頭に立って開戦した。
精強を誇るウェイイ軍に蹴散らされローマ軍は四散したが、当時ローマ軍のトリブヌス・ミリトゥム（高級将校）で騎兵であったコッススは一念発起、豪著な衣服をまとったトルムニウス王を認めると、騎乗突撃で王を馬から突き落とし、続いて自分も下馬したあと、起き上がろうとする王を盾で取り押さえて槍で滅多刺しにし、最後にその首を刎ねた。王の討死によって混乱に陥ったウェイイ連合軍は潰走し、ローマに凱旋したコッススは全ローマ市民から歓呼の声で迎えられて、史上二度目のスポリア・オピーマをユーピテル・フェレトリウスに捧げた。
歴史家リウィウスは2つの点からコッススの伝説に疑問を挟んでいる：1つ目は、スポリア・オピーマは正式には軍の最高指揮官にのみ与えられるはずなのに、コッススは戦の時点では高級将校に過ぎなかったという点、2つ目は皇帝アウグストゥスから直接聞いたところでは、アウグストゥスがユーピテルの神殿を補修した際、スポリア・オピーマと思われる鎧に「A・コルネリウス・コッスス、執政官」と署名されていたというが、実際にコッススが歴代執政官の一覧に載るのは、ウェイイ戦争の10年後であるという矛盾点である。

### マルクス・クラウディウス・マルケッルス
最後にこの栄誉を受けたのは、「ローマの剣」と称された将軍マルクス・クラウディウス・マルケッルス（紀元前268年 - 紀元前208年）で、紀元前222年にガリア人のガエサティ族の王ブリトマルトゥスあるいはウィリドマルスを一騎討ちで倒した。
紀元前225年、インスブリア族を中心とするガリア人の集団が、第一次ポエニ戦争直後で疲弊しているローマに宣戦布告したが、4年間の戦いの末、紀元前222年に降服した。当時の執政官は和平を受け入れようとしたが、将軍マルケッルスは徹底追撃を主張、この意見は元老院に受け入れられ、同僚グナエウス・コルネリウス・スキピオ・カルウスと共に執政官に任命された。ところが、その間にインスブリア族は、近隣の強力なガエサティ族を味方につけ、総計3万という大軍でポー川北辺のアケラエ市に進軍していた。
マルケッルスは、ローマ軍の大半を同僚に預けアケラエ市を防衛させると共に、自身は少数の手勢を軽装にして引き連れ、速やかにガエサティ族の手勢1万が駐留するクラスティディウム村に向かった。ガエサティ軍は、ローマ軍が数でも質でも劣ることを侮り、ブリトマルトゥス王を先頭として一直線に突撃したが、マルケッルスはそれを逆手に取り、自分自身を軍の中央において囮にしつつ、騎兵を両翼に散開させてガエサティ軍を挟撃した。ちょうど戦場の中央で対面する陣容となったマルケッルスとブリトマルトゥスは、その装備から互いに軍団の指揮官であると認め合い、一騎討ちを挑んだが、最初の一合でマルケッルスの槍は王の金銀で刺繍された鎧を貫き、落馬した王に更に二度の攻撃を加えて絶命させた。この勝利が決定打となって対ガリア戦役は大勝に終わり、マルケッルスは史上三度目のスポリア・オピーマの保持者として、絶大な賞賛をもってローマに凱旋帰国、伝承に従い王の鎧を樫の木に巻きつけてユーピテル・フェレトリウスに奉献した。
この戦いで猛将としての評価を不動にしたマルケッルスは、第二次ポエニ戦争でも起用され、科学者アルキメデスの発明品で守られた難攻不落の要塞シラクサ市を陥落させた。さらにカルタゴの知将ハンニバルと互角の戦いを繰り広げたが、勇猛さが仇となり、紀元前208年、偵察中に戦死した。

### マルクス・リキニウス・クラッスス
なぜか公的には認知されなかったものの、歴史家カッシウス・ディオによれば、紀元前1世紀の政治家・軍人マルクス・リキニウス・クラッスス (紀元前30年執政官)（en:Marcus Licinius Crassus (consul 30 BC)）（三頭政治で有名な同名の大政治家の孫で、紀元前30年にオクタウィアヌス＝後の初代ローマ皇帝アウグストゥスと共同で執政官を務めた）も、紀元前29年にスキタイ人の一派バスタルナエ族を夜襲し、その王デルドを一騎討ちで倒したという。カッシウス・ディオは、クラッススがスポリア・オピーマの栄誉を受けられなかった理由として、彼が当時、軍の最高指揮官ではなかったことをあげているが、それはコッススも同様なので疑問が残る。